# Johannes Manardus

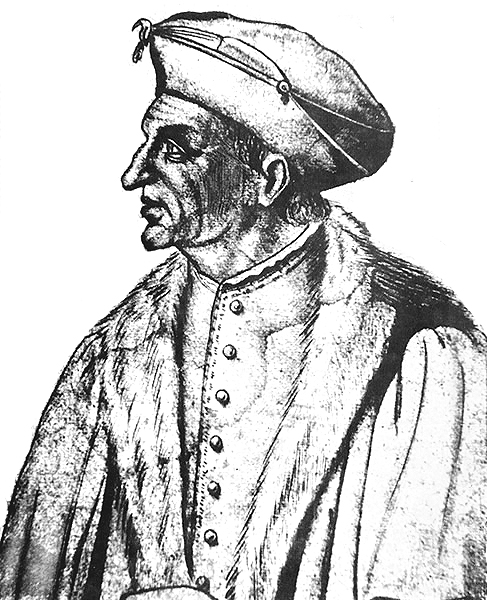
Johannes Manardus

Johannes Manardus (* 24. Juli 1462 in Ferrara; † 7. März 1536 ebenda), italienisch Giovanni Manardo bzw. Giovanni Manardi, ungarisch Manardus János, war am Anfang des 16. Jahrhunderts einer der führenden Ärzte in Italien.

## Leben
Manardus war Arzt und Freund von Giovanni Pico della Mirandola. 1513 wurde er zum Leibarzt des Königs Wladislaw in Ofen berufen. Er diente auch dessen Nachfolger Ludwig II. Er stand auch in Diensten des Erlauer Bischofs Kardinal Hippolyt d’Este (1479–1520).
Nach der Rückkehr nach Ferrara 1519 folgte er 1526 Niccolò Leoniceno als Professor an der Universität Ferrara nach.
Manardus gehörte der humanistischen Sozietät Sodalitas Literaria Hungarorum an und stand im Briefwechsel mit Martin Pollich von Mellerstadt. Er gehörte wie Luigi Mondella (auch Mundalla, † 1553) aus Brescia zu den ärztlichen Aufklärern und bekämpfte die Astrologie.

## Werke

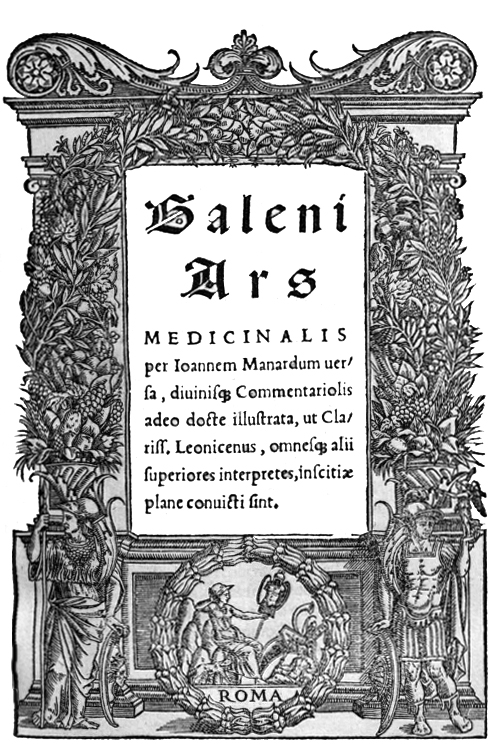
Galeni Ars Medicinalis (1525)

Siehe auch unter Weblinks: Werke  von und über Johannes Manardus in der Deutschen Digitalen Bibliothek
- Opus Joha[n]nis Meinardi ferrarien. phisici miran dulani ad Martinu[m] Mellerstadt ducale[m] phisicu[m] de errorib[us] Symonis pistoris de lypczk circa morbu[m] gallicum, [Nürnberg], [um 1501] (Digitalisat) (Digitalisat)
- Epistolae medicinales, in quibus multa recentiorum errata et antiquorum decreta reserantur. Ferrariae 1521 (Digitalisat)
  - Medicinales Epistolae Io. Manardi Medici Ferrarien. doctiss. : Rece[n]tioru[m] errata, & Antiquorum decreta penitissime reserantes. Epistola Huberti Barlandi ad Medicinae apud Louanienses studiosam iuuentutem. Index operi adiectus ... Schott, Straßburg 1529 (Digitalisat) (Digitalisat)
  - Epistolae medicinales Ioannis Manardi Epistolarum medicinalium libri duodeviginti : hi partim infinitis in locis & ab ipso auctore iam recens castigati sunt, partim iam primum in lucem aeduntur. Basel 1535 (Digitalisat)
  - Medicinales Epistolae Io. Manardi Medici Ferrarien. doctiss. : Rece[n]tioru[m] errata, & Antiquorum decreta penitissime reserantes. Epistola Huberti Barlandi ad Medicinae apud Louanienses studiosam iuuentutem. Index operi adiectus ... Schott, Straßburg 1529 (Digitalisat) (Digitalisat)
  - Epistolarum medicinalium Libri XX. Basel 1549  (Digitalisat)
  - Epistolae medicinales Ioannis Manardi Epistolarum medicinalium libri viginti. Isingin, Basel 1549 (Digitalisat)
  - Epistolarum medicinalium libri XX. Camotius, Venedig 1577 (Digitalisat)
- Galeni ars medicinalis. Calvus, Rom 1525 (Digitalisat)
  - … J. Manardi in artem Galleni expositio, Basileae, 1529, S. 93–171 (Digitalisat) (Digitalisat)
  - In primum Artis parvae Galeni librum com[m]entaria. Bebel, Basel 1536 Reihe: In primum Artis parvae Galeni librum com[m]entaria (Digitalisat)